# St. Petrus (Schweinersdorf)

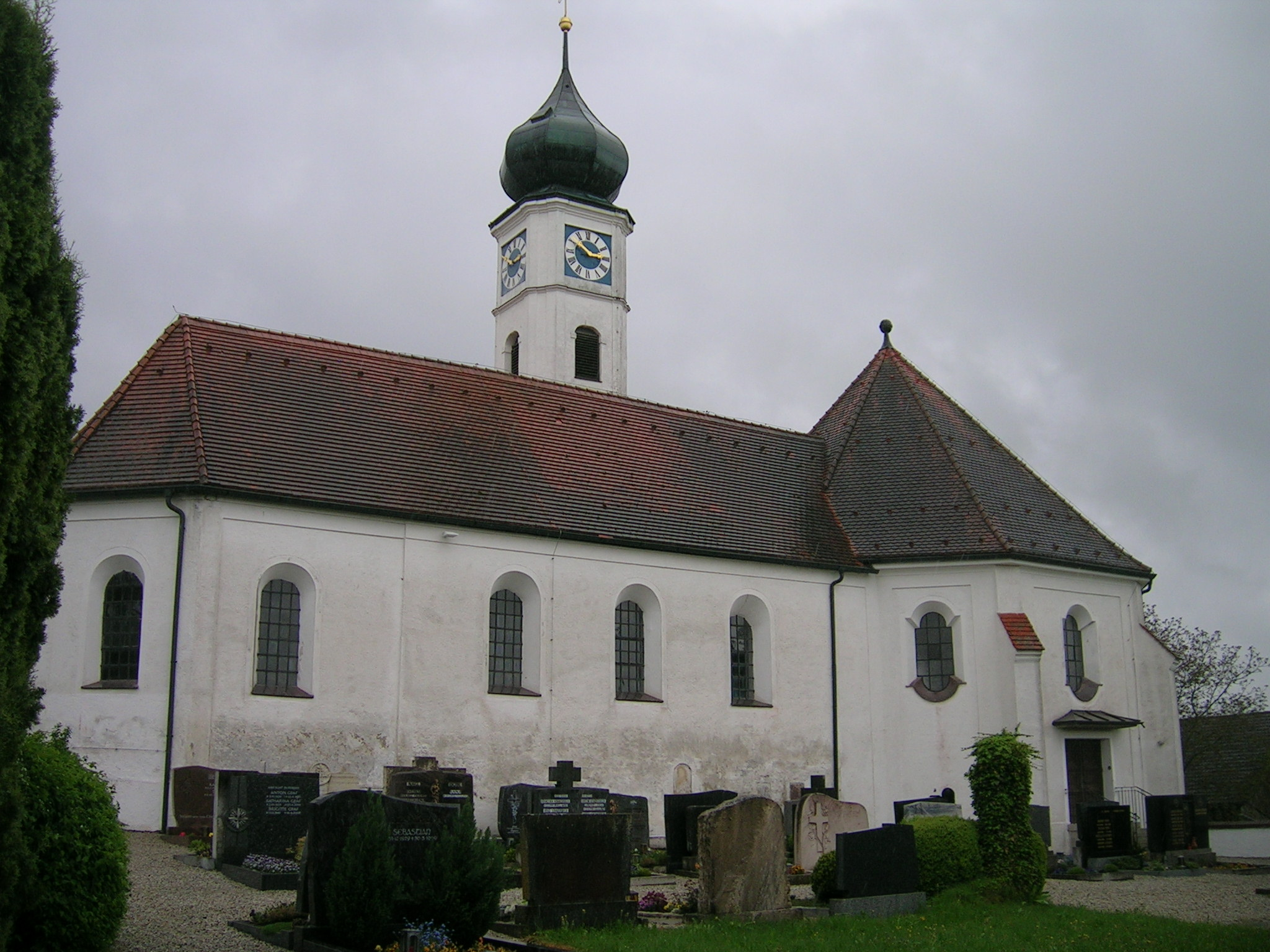
Pfarrkirche St. Petrus in Schweinersdorf

Die katholische Pfarrkirche St. Petrus ist die denkmalgeschützte Dorfkirche von Schweinersdorf im Landkreis Freising (Oberbayern). Die Kirche mit ihrem von weithin sichtbaren Zwiebelturm steht im nördlichen Bereich des Dorfes an der Verbindungsstraße nach Altfalterbach. Namenspatron der Kirche ist der Apostel Simon Petrus.

## Baugeschichte
Schweinersdorf dürfte bereits sehr lange Sitz einer Kirche gewesen sein. Langhaus und Turm der heutigen Kirche wurden 1708 von dem Maurermeister Balthasar Thalhammer aus Moosburg an der Isar unter Einbeziehung des gotischen Chors des Vorgängerbaus im Stil des Barock geschaffen. Nach Plänen des Münchener Architekten Georg Berlinger wurde der Bau 1928 nach Westen hin um einen achteckigen Kuppelbau erweitert. 1947 wurde der Turm um drei Meter aufgestockt.

## Altar
Der Altar zeigt im Zentrum eine etwa 140 Zentimeter große Holzfigur des Kirchenpatrons Simon Petrus. In den Seitennischen befinden sich zwei kleinere Figuren, die Johannes den Täufer und den Evangelisten Johannes zeigen. Der spätbarocke Altar entstand um 1710 in Surberg. Er wurde 1962 von dem Schweinersdorfer Pfarrer Ferdinand Hasenöhrl erworben und in der Pfarrkirche aufgestellt.

## Pfarrei
Zur Pfarrei Schweinersdorf gehören die drei Filialkirchen in Altfalterbach, Inzkofen und Sixthaselbach. In der Pfarrei leben etwa 500 Katholiken. Die Pfarrei Schweinersdorf gehört zum Pfarrverband Mauern.